# André Girard (écrivain)
Pour les articles homonymes, voir André Girard et Girard.
André Girard (Laterrière (Québec), le 15 février 1953 - ) est un écrivain et enseignant québécois (canadien).

## Biographie
Romancier originaire de La Baie au Saguenay, André Girard a œuvré dans les bibliothèques universitaires pendant 17 ans, entre autres à l'Université du Québec à Chicoutimi et à l'Université du Québec à Montréal, là où il a aussi fait ses études littéraires.  De 1993 à 2012, il a enseigné le français et la littérature au Cégep de Chicoutimi.
Il est membre de l'Union des écrivaines et des écrivains québécois (UNEQ), du Pen Club Québec et de l'Association internationale des études québécoises (AIEQ).

## Honneurs
- Prix Robert-Cliche (1991), Deux semaines en septembre
- Prix littéraire du Salon du livre du Saguenay-Lac-Saint-Jean (1992), Deux semaines en septembre
- Prix littéraire du CRSBP du Saguenay-Lac-Saint-Jean (1994), Orchestra
- Prix Abitibi-Consol ROMAN du Salon du livre Saguenay-Lac-Saint-Jean (2007), Port-Alfred Plaza
- Prix Canada-Japon (2008), Marcher le silence : carnets du Japon
- Prix Victor-Martyn-Lynch-Staunton (2009 - lettres et éditions)